# Neoephemeridae
Neoephemeridae es una familia de insectos en el superorden Ephemeropteroidea. De tamaño mediano. Las ninfas miden alrededor de 10 mm. Pueden llegar a medir 15 a 17 mm. Las ninfas tienen tráqueas abdominales operculadas. De distribución holártica. Se encuentran en ríos medianos o grandes, generalmente entre raíces o plantas sumergidas.
Hay una docena de especies en cuatro géneros:
- Neoephemera McDunnough, 1925
- Ochernova Bae & McCafferty, 1998
- Potamanthellus Lestage, 1931